# Pozament
Pozament (přes něm. Posament z franc. passementerie = krajkářství) je souhrnné označení pro výrobky k ozdobě a lemování textilií např. galonové pleteniny, šňůry, sutašky, třásně, pompony, střapce apod.  
Některé výrobky z kovů a jiných netextilních materiálů se stejným účelem použití se také označují jako pozamenty.  

## Z historie pozamentů
Nálezy tkanin a stěn zdobených třásněmi ze lněné příze pocházejí už z doby kamenné. Např. starozákonní 2. kniha Mojžíšova se několikrát zmiňuje o lemovkách na kněžských oděvech.
Vzorování lemovek začalo asi ve 3. nebo 4. století. Ve 12.a 13. století vznikly první cechy a družstva se specializovanými povoláními (tkadlec lemovek, splétač šňůr atd), označení pozamentář se však začalo používat teprve v 16. století. 
Na území České republiky byly zakládány první pozamentářské cechy v 16. století. Výroba některých pozamentů např. v Krnově je ještě v provozu i v 21. století.  

## Výroba pozamentů
Podle některých publikací se pozamenty původně měly zhotovovat z drátů. Běžně se však používá příze z bavlny, viskózy a syntetických vláken, k ručnímu pozamentérství se na Moravě používala také vlněná příze.
V předvýrobě se připravují vhodné materiály nebo polotovary, ke kterým patří zejména efektní příze, šňůry, kalouny, gimpy atd.
Vlastní výroba se provádí většinou strojově, hlavně na skacích, splétacích, stáčecích, galonových strojích a stuhových stavech
Některé druhy pozamentů se však stále ještě zhotovují ručně. Například komplikované střapce se splétají ze skaných nití a pletence se svazují drátěnou gimpou do různých forem podle individuálních přání zákazníků.

## Druhy pozamentů a jejich použití
(V tabulce jsou příklady nejpoužívanějších druhů) 
| Strojová výroba  | Strojová výroba       | Strojová výroba  | Ruční výroba       | Ruční výroba    |
| Obruby           | Gimpy a lampasy       | Třásně           | Ozdobné šňůry      | Střapce         |
| dekor. textilie  | dekor. text.          | dekor. text.     | lanové zábradlí    | oděvy           |
| záclony          | šňůry                 | záclony          | oděvy              | oděvy           |
| bačkory          | polotovary pro obruby | zahradní nábytek | zábradlí           | praporky        |
| stínítka (lampy) | uniformy              | stínítka (lampy) | čaloun. nábytek    | čaloun. nábytek |
| čaloun. nábytek  |                       | čaloun. nábytek  | řasení dekorací    | řasení dekorací |
| šabraky          |                       | koberce          | poutka na zavěšení | přívěsy         |
| uniformy         |                       | přívěsy          | nástěnné koberce   | ubrusy          |

Třásně (angl.: fringe, něm.: Fransen) jsou niti nebo šňůrky odstávající z jednoho kraje tkaniny (zatímco druhý kraj tkaniny je pevný). Nitě jsou sestaveny do řady a jejich konce sestřiženy do určité linie. Třásně byly obzvlášť žádané jako ozdoba na čalouněném nábytku ve druhé polovině 19. století. 
Střapec (angl.: tassel, něm.: Quaste) sestává obvykle z opleteného nebo obeskaného uzlu, který je zakončen chomáčem z nití nebo šňůrek. Bambulky se používají na třásních historických uniforem, na šňůrách zdobících dekorativní závěsy apod. 
Ozdobná šňůra je provaz splétaný ze skaných nití, obvykle s kulatým průřezem, někdy také oválně nebo plošně tvarovaný.
Obruba (angl. trimming, něm.:Besatz) je souhrnný pojem pro různé úzké proužky textilie zaštepované nebo našité přes kraj látky k dosažení módních efektů nebo ke zdobení oděvů a bytových textilií 

Lampas je plochý lesklý prýmek provázaný diagonální nití, často s podélným vzorováním. Používá se jako ozdoba bočních švů na kalhotách uniforem a spokingů.
Šabraka je hladký, tuhý, příčný dekorační závěs, většinou potažený látkou. Spodní hrana šabraky může být sestřižená do různých tvarů a s našitou lemovkou.
Lemovka je úzký, různě vzorovaný pás, tkaný nebo zhotovený na galonovém stroji. Rozeznává se několik druhů, např.
Effilé – s klikatými třásněmi
Feston – s přeloženým okrajem
Hrotová – se zářezy
Gimpa – zhotovená z několika gimp
Marabou – napodobuje sametový prýmek

## Galerie pozamentů

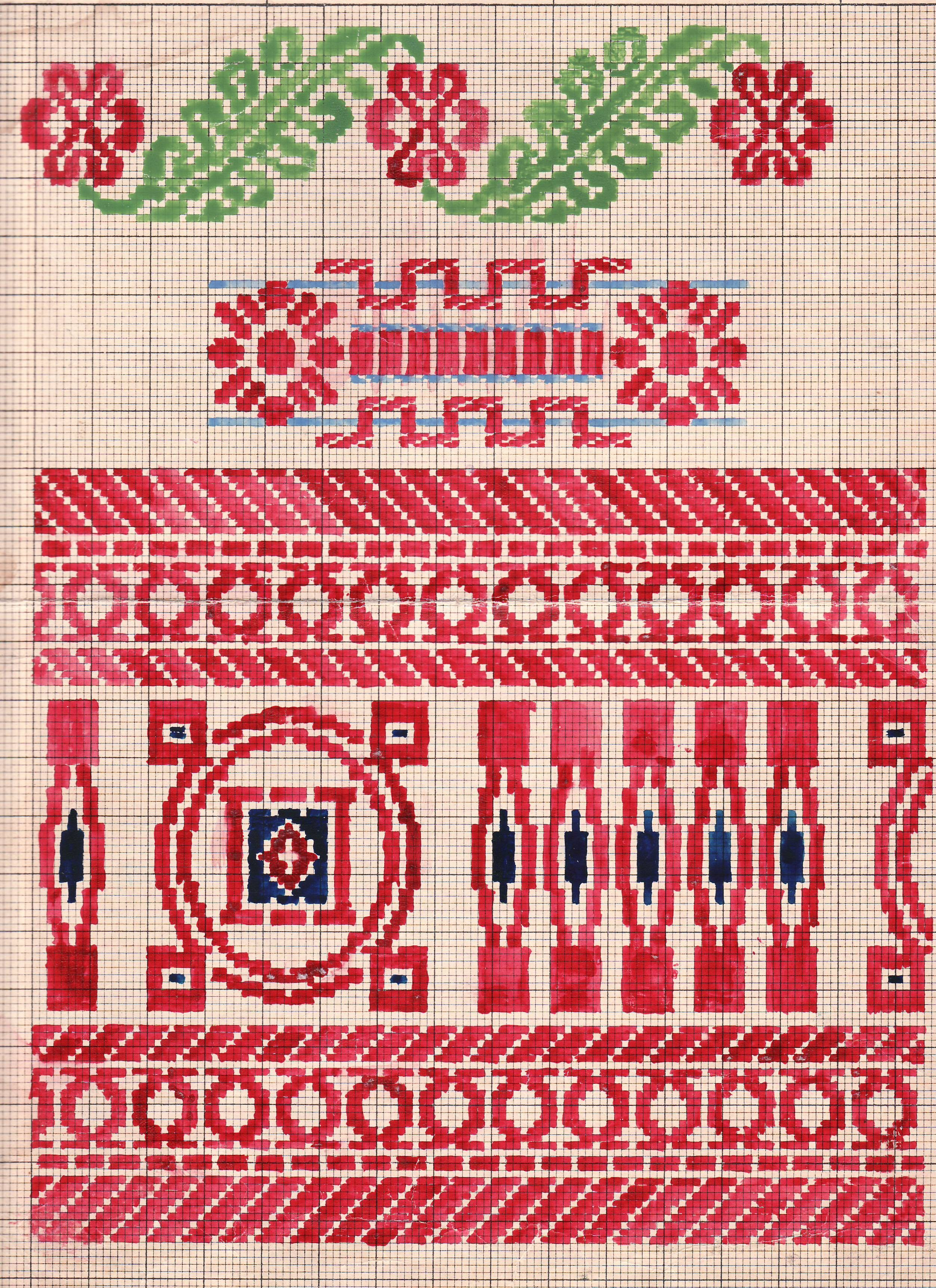
Návrh na tkaný pozament (asi z roku 1900)
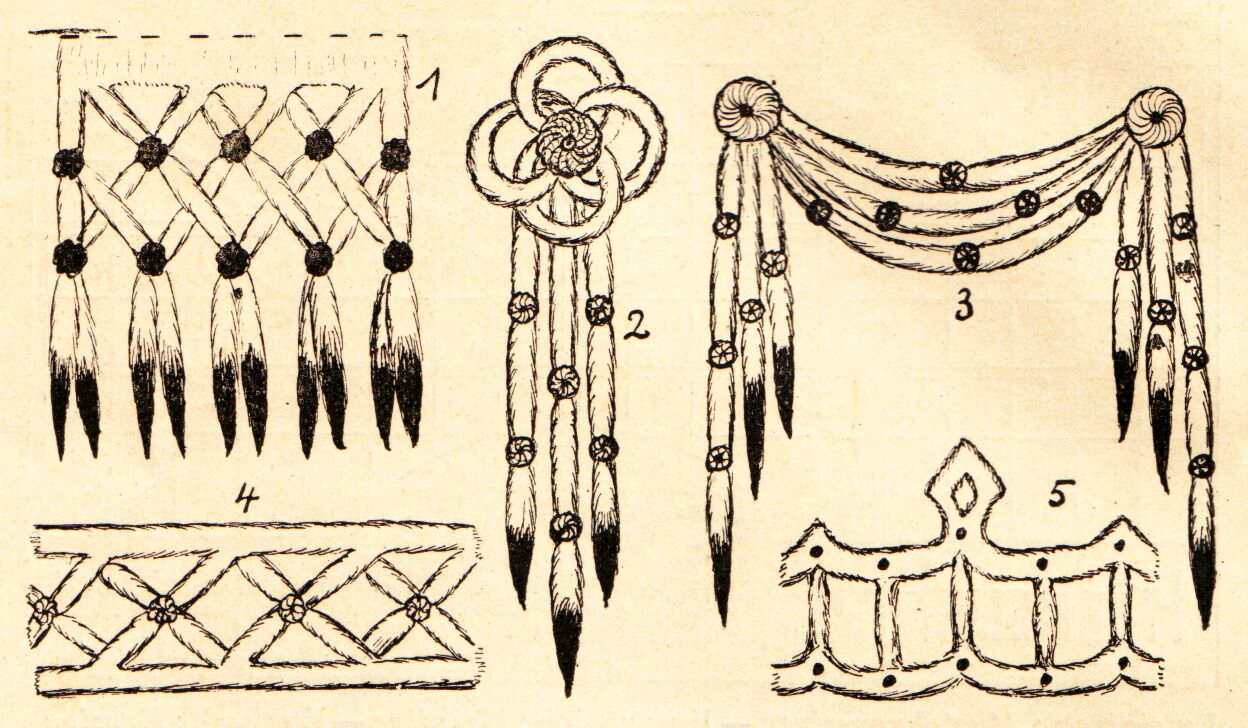
Návrhy obrub na kožichy (z roku 1905)
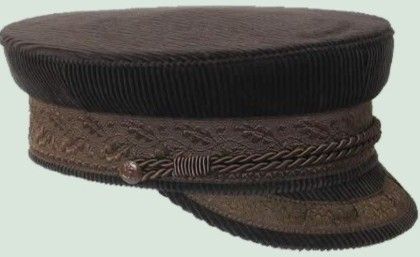
Čepice s ozdobnou šňůrou
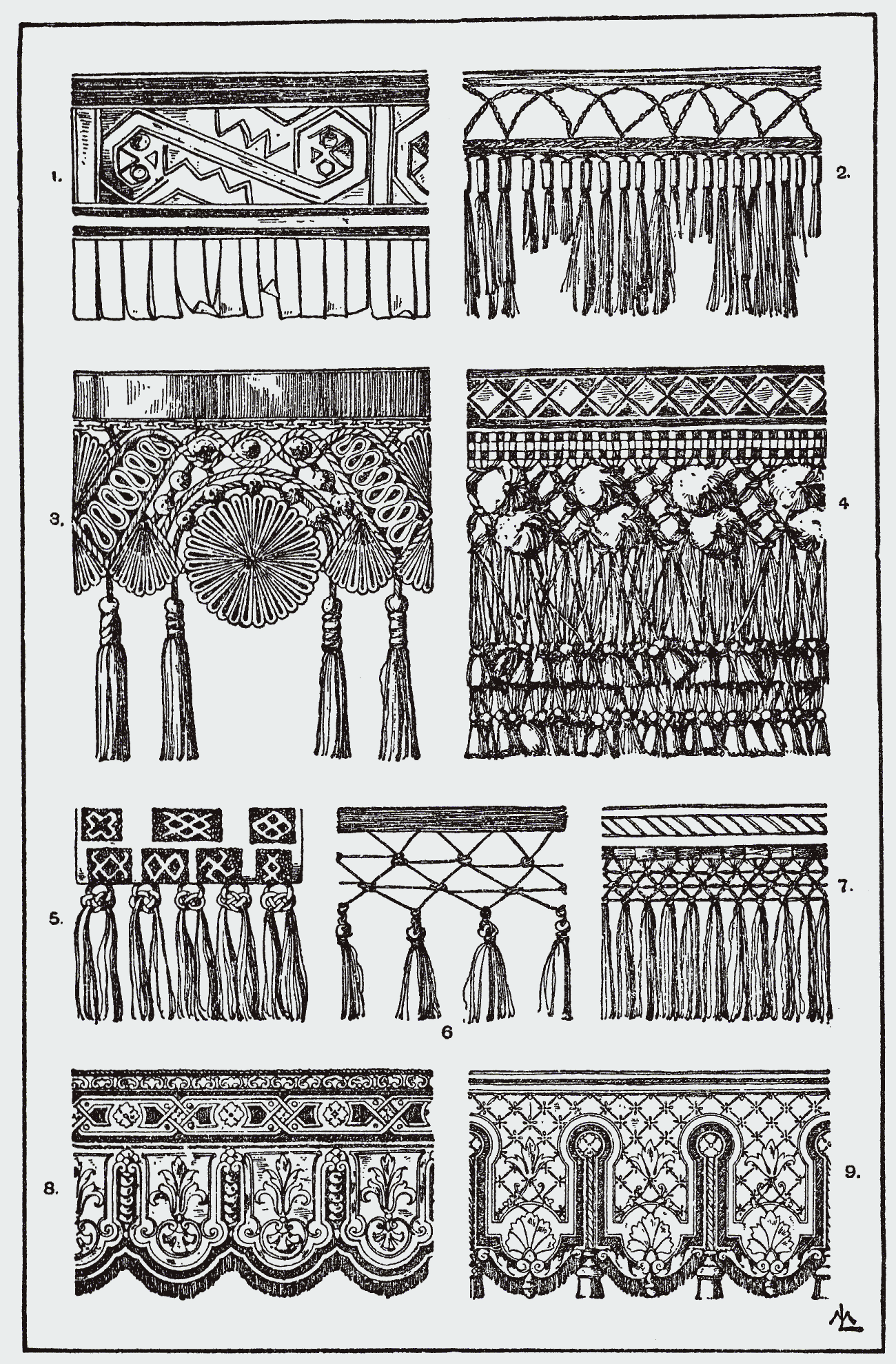
Příčné závěsy s třásněmi
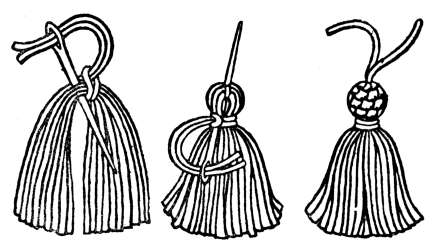
Schéma zhotovení střapce
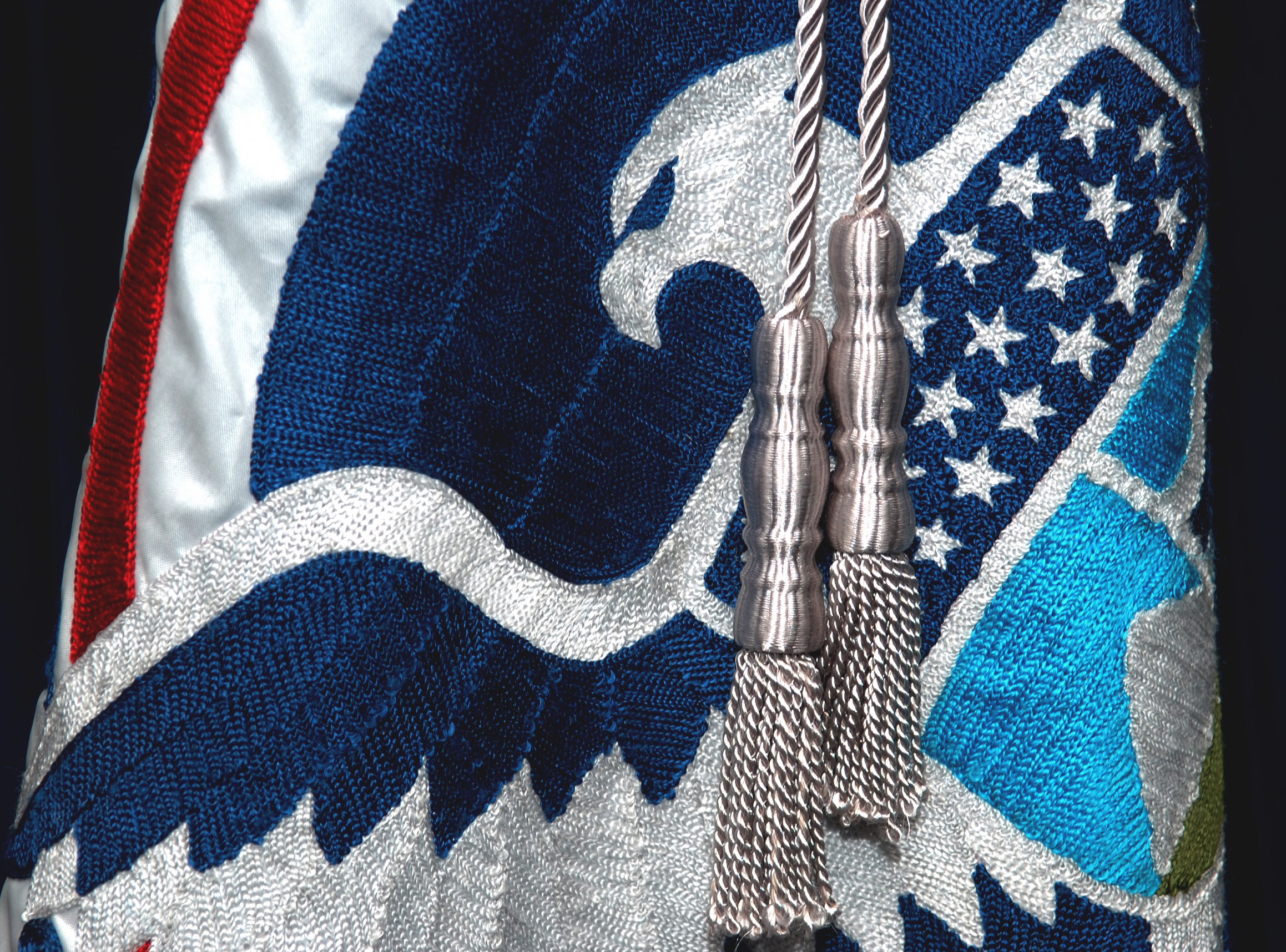
Střapce na praporu americké domobrany